# The Challenge: Agentes Libres
The Challenge: Agentes Libres es la vigésima quinta temporada del reality de competencia de MTV, The Challenge. El rodaje se llevó a cabo en Uruguay y Chile, con participantes de The Real World y The Challenge compitiendo. Esta temporada marca la primera vez desde la temporada 11 que no incluye ningún participante del reparto de The Real World: Austin o de la temporada Carne Fresca. Esta temporada sigue un nuevo formato, con cada participante compitiendo en equipos parejas o por sí mismos, por una parte de $350,000 en premios.
La temporada se estrenó con un episodio especial de 90 minutos el 10 de abril de 2014 en MTV, marcando la primera vez que el programa se transmite en un horario nocturno que no sea un miércoles desde que se emitió la temporada 14 en 2007. La temporada concluyó en junio. 26 de 2014, con el especial Reunión.

## Elenco
Anfitrión: T. J. Lavin, BMX rider
| Participantes masculinos    | Programa Original                  | Resultado      |
| --------------------------- | ---------------------------------- | -------------- |
| Johnny "Bananas" Devenanzio | The Real World: Key West           | Ganador        |
| Johnny Reilly               | The Real World: Portland           | Segundo Lugar  |
| Zach Nichols                | The Real World: San Diego (2011)   | Tercer Lugar   |
| Chris "CT" Tamburello       | The Real World: Paris              | Episodio 11    |
| Leroy Garrett               | The Real World: Las Vegas (2011)   | Episodio 10/11 |
| Cohutta Grindstaff          | The Real World: Sydney             | Episodio 9     |
| Preston Charles             | The Real World: New Orleans (2010) | Episodio 8     |
| Jordan Wiseley              | The Real World: Portland           | Episodio 7     |
| Brandon Swift               | The Real World: St. Thomas         | Episodio 6     |
| Isaac Stout                 | The Real World: Sydney             | Episodio 5     |
| Brandon Nelson              | The Challenge: Carne Fresca II     | Episodio 4     |
| Frank Sweeney               | The Real World: San Diego (2011)   | Episodio 3     |
| Dustin Zito                 | The Real World: Las Vegas (2011)   | Episodio 2     |
| Chet Cannon                 | The Real World: Brooklyn           | Episodio 1     |

| Participantes Femeninos | Programa Original                  | Resultado      |
| ----------------------- | ---------------------------------- | -------------- |
| Laurel Stucky           | The Challenge: Carne Fresca II     | Ganadora       |
| Nany González           | The Real World: Las Vegas (2011)   | Segundo Lugar  |
| Devyn Simone            | The Real World: Brooklyn           | Tercer Lugar   |
| Theresa González        | The Challenge: Carne Fresca II     | Episodio 11    |
| Cara Maria Sorbello     | The Challenge: Carne Fresca II     | Episodio 10/11 |
| Jessica McCain          | The Real World: Portland           | Episodio 9     |
| Aneesa Ferreira         | The Real World: Chicago            | Episodio 8     |
| Jonna Mannion           | The Real World: Cancun             | Episodio 7     |
| Camila Nakagawa         | Vacaciones de Primavera Challenge  | Episodio 6     |
| Jasmine Reynaud         | The Real World: Cancun             | Episodio 5     |
| LaToya Jackson          | The Real World: St. Thomas         | Episodio 4     |
| Nia Moore               | The Real World: Portland           | Episodio 3     |
| Emilee Fitzpatrick      | The Real World: Cancun             | Episodio 2     |
| Jemmye Carroll          | The Real World: New Orleans (2010) | Episodio 1     |

## Números de Jersey
Por primera vez en la historia del programa, cada concursante tenía números en la parte posterior de sus camisetas. Todos los participantes masculinos vestían camisetas con números impares, mientras que las mujeres vestían camisetas con números pares.
| 01 | CT      | 15 | Cohutta | 02 | Cara Maria | 16 | Jessica |
| 03 | Bananas | 17 | Johnny  | 04 | Jemmye     | 18 | LaToya  |
| 05 | Frank   | 19 | Brandon | 06 | Devyn      | 20 | Jonna   |
| 07 | Preston | 21 | Swift   | 08 | Theresa    | 22 | Emilee  |
| 09 | Chet    | 23 | Zach    | 10 | Aneesa     | 24 | Laurel  |
| 11 | Isaac   | 25 | Jordan  | 12 | Jasmine    | 26 | Nia     |
| 13 | Leroy   | 27 | Dustin  | 14 | Nany       | 28 | Camila  |

## Formato
Antes de cada desafío, el anfitrión TJ Lavin anunciará a cada participante si el desafío es individual, en parejas o en equipo. Para los desafíos de parejas y equipos, TJ saca nombres de una bolsa, uno de cada género, o más para desafíos de varios equipos o parejas, que serán designados como capitanes. Para los desafíos de equipo, los capitanes seleccionarán jugadores que se dividirán equitativamente por género. Para los desafíos por parejas, los capitanes seleccionarán jugadores del sexo opuesto para los desafíos designados como parejas masculinas/femeninas, o del mismo género para los desafíos designados como parejas del mismo género.
Después de cada desafío, los equipos/parejas/jugadores ganadores no solo están a salvo de la eliminación, sino que también votaran por un jugador de cada género para competir en la ronda eliminatoria. Los jugadores perdedores participarán en un sorteo para la eliminación llamada "El Dibujo", en la que cada jugador dará la vuelta a una "Carta Asesina", que tiene un símbolo de esqueleto, o una carta en blanco. Si un jugador voltea una carta en blanco, ese jugador se salva de participar en la eliminación, sin embargo, si un jugador voltea la con un esqueleto, se enfrentará al jugador del género respectivo que fue votado por los ganadores. Los jugadores ganadores de cada género regresan al juego y tienen la oportunidad de competir por un premio de $350,000, mientras que los jugadores masculinos y femeninos perdedores son eliminados del juego.
Al final de la temporada, seis jugadores competirán en el desafío final, tres de cada género. Los que terminen en primer lugar ganan $125,000 cada uno, los participantes del segundo lugar ganan $35,000 y los del tercer lugar ganan $15,000 cada uno.

## Desafíos

### Desafíos diarios
- Fuera en una repisa: Jugado en dos equipos de 14 jugadores, cada equipo participa en una carrera de varias etapas hasta la parte superior del World Trade Center Montevideo. Luego, los equipos se dividen en tres equipos: dos de cuatro jugadores y uno de seis jugadores. Los tres equipos están ubicados en tres lugares diferentes: un equipo de cuatro jugadores está encadenado en la azotea junto a una caja cerrada en una estación de rompecabezas, otro equipo de cuatro jugadores está encadenado en una tabla que cuelga del borde de la azotea, mientras que el equipo de seis jugadores está encadenado en la base del edificio.
  - Fase 1, los dos equipos de seis jugadores compiten entre sí a través de las 42 historias del World Trade Center, y cada equipo posee una llave que se requiere para desencadenar su respectivo equipo de 4 jugadores que está encadenado en la caja cerrada, donde comienza la Fase 2.
  - Fase 2, un equipo de cuatro jugadores usa una llave para desbloquear una caja que contiene piezas de rompecabezas. Cuando ese equipo resuelve su rompecabezas, se recupera otra llave para desencadenar al otro equipo de cuatro jugadores que se encuentra cerca de la tabla.
  - Fase 3, los jugadores de los equipos restantes de cuatro jugadores deben correr a lo largo de una tabla suspendida a 137 metros sobre el nivel del suelo, un jugador a la vez, luego recuperar una bandera rosa en medio de un tronco rodante y tocar una campana en el tiempo más rápido posible. Todo el desafío es un evento cronometrado, y el equipo que completa el desafío en el tiempo más rápido gana, mientras que todos los miembros de los equipos perdedores son enviados automáticamente a "El Dibujo".[4]
    - Ganadores: Equipo Negro (Aneesa, Bananas, Cohutta, CT, Devyn, Jasmine, Jessica, Johnny, Jordan, Laurel, Nany, Nia, Preston & Swift)
- Rally de carrocería automática: Jugado en parejas de hombres y mujeres, cada pareja tiene que correr en un automóvil deportivo en una pista de arrastre, luego correr alrededor de una serie de fardos de heno y montar juntos en una bicicleta de gran tamaño dentro de una pista de obstáculos que consiste en fardos de heno hacia una línea de meta. Cuando cada pareja monta la bicicleta, un jugador tiene que conducir la bicicleta hacia atrás mientras el otro pedalea para navegar a través de la pista de obstáculos. El equipo con el tiempo más rápido gana el desafío, mientras que los equipos cuatro tiempos más lentos son enviados a "El Dibujo".[5]
  - Ganadores: Cohutta & Laurel
- De parranda: Una pared gigante, con plataformas a ambos lados, numerosos agujeros alineados horizontalmente en la base de la pared y dos barras de gran tamaño en dos agujeros, está suspendida de una grúa sobre el agua. Jugado en equipos de cuatro (dos jugadores a ambos lados de la pared),[n. 4] cada equipo tiene que avanzar de una plataforma a otra utilizando las barras como "pasarela". Los jugadores de cada lado tienen que empujar las barras a través de los agujeros para que sus compañeros avancen en las barras. Es un evento cronometrado, y el equipo que avanza a todos sus jugadores de una plataforma a otra en el tiempo más rápido gana, mientras que los dos equipos con los tiempos más lentos son enviados automáticamente a "El Dibujo". Un equipo está descalificado si no completa el desafío dentro de un límite de tiempo.[7]
  - Ganadores: Equipo Brandon (Brandon, Bananas, Camila & Jessica)
- Rebote: Primero, los jugadores se dividen en dos equipos de 11 jugadores. Luego, los dos equipos se dividen en dos grupos: de seis y cinco jugadores. Cada jugador usa trajes de protección de plástico de gran tamaño con imágenes de sus caras en ellos, y los grupos deben designar a un jugador para que sirva como "la pelota", en la que ese jugador intenta avanzar de un lado de una playa a otro, hacia un campo de fútbol. Los jugadores restantes intentan defender su propia meta o ayudan a escoltar la "pelota" designada hacia la meta de su oponente. Después de que un grupo marca un gol, el otro grupo sale al campo e intenta hacer lo mismo. El primer equipo en marcar tres goles gana el desafío, mientras que todos los miembros del equipo perdedor participan en "El Dibujo".[8]
  - Ganadores: Equipo Rojo (Bananas, CT, Jessica, Johnny, Jonna, Jordan, Laurel, Nany, Preston, Swift & Theresa)
- Caballito: Primero, los jugadores se dividen en dos equipos de diez, cinco de cada género. Luego, cada equipo tiene que avanzar sobre diez cuerdas colgantes de una plataforma a otra que está suspendida sobre el agua. Después de que un jugador avanza hacia una cuerda, el siguiente compañero de equipo debe usar al primer jugador como un "puente humano" para avanzar a la siguiente cuerda. Los jugadores siguientes continúan el proceso, hasta que cada jugador cuelga de su propia cuerda, momento en el que los jugadores continúan utilizando a sus compañeros de equipo como "puentes humanos" para llegar a la plataforma opuesta. Los jugadores son descalificados si no agarran su cuerda designada. El equipo que avanza más jugadores de una plataforma a otra en el menor tiempo gana, mientras que todos los miembros del equipo perdedor son enviados automáticamente a "El Dibujo".[9]
  - Ganadores: Equipo Morado (Cara Maria, Devyn, Jessica, Johnny, Jonna, Jordan, Leroy, Swift, Theresa & Zach)
  - Descalificados: Equipo Amarillo (Aneesa, Bananas, Camila, Cohutta, CT, Isaac, Jasmine, Laurel, Nany & Preston)[n. 5]
- Pantalones de Sabelotodo: Jugado como un desafío individual, el presentador TJ Lavin le hace a cada jugador una serie de preguntas de trivia, que incluyen ortografía, deportes, geografía, cultura pop e historia de Estados Unidos. El desafío se juega en múltiples rondas separadas por género. Cada jugador está colgando de una cuerda de una plataforma suspendida sobre el agua, y si responden correctamente a una pregunta, permanecerán en el juego, pero obtendrán una X roja por cada respuesta incorrecta. Si un jugador obtiene dos X rojas, será lanzado al agua. Los primeros cuatro jugadores de cada género en caer al agua se envían automáticamente a "El Dibujo", mientras que el último jugador de cada género en pie gana el desafío.[10]
  - Ganadores: Zach & Devyn
- Fiesta de las salchichas: Jugado como un desafío individual, los jugadores tienen que rodar por una carrera de obstáculos "estilo barbacoa" en la playa, mientras están cubiertos con una envoltura retráctil. El desafío se juega en dos series separadas, una para cada género. El jugador se mueve y rueda a través de una variedad de "condimentos" y en barras de metal de gran tamaño que se asemejan a una parrilla, hacia una serie de discos circulares de gran tamaño al final del curso que se asemejan a bollos de pan. El primer jugador que atraviesa el campo y llega a los "bollos de pan" de gran tamaño gana, mientras que los tres jugadores de cada serie que no llegan a los bollos son enviados a "El Dibujo".[11]
  - Ganadores: Johnny & Laurel
- Mantenga esa pose: Jugado en dos equipos de siete, todos los miembros de cada equipo deben agarrar un cierto color de cuerda con los pies y las manos. Hay dos cuerdas con 28 correas: cuatro correas para cada jugador, y una vez que las manos y los pies de cada jugador están sujetos, todos los miembros del equipo tienen que "mantener una pose" sobre la arena durante un minuto. El primer equipo que "mantenga una pose" durante un minuto sin que ningún jugador toque el suelo gana, mientras que todos los miembros del equipo perdedor deben participar en "El Dibujo".[12]
  - Ganadores: Equipo Devyn (Devyn, Cara Maria, CT, Jessica, Leroy, Nany, Zach)
- Desenterrado: Al igual que la eliminación de "T-Hueso" de Rivales, los jugadores corren hacia arriba y hacia abajo, a través de medios tubos que se cruzan y que se excavan a varios pies de profundidad, y tienen que transferir cinco bolas de colores al estante de bolas de su compañero de un lado a otro. El desafío se juega en parejas del mismo género, una ronda para cada género, y la pareja de cada género que transfiere todas sus bolas de colores (10 en total) a los estantes de los demás gana, mientras que el resto de los jugadores son enviados a "El Dibujo".[6]
  - Ganadores: CT & Zach y Nany & Theresa
- Cruce: Jugado en parejas masculinas/femeninas, cada pareja tiene que avanzar a través de una laguna hacia un banco de arena, donde están enterrados dos cofres del tesoro designados. Dentro de los cofres del tesoro hay piezas de rompecabezas de gran tamaño que las parejas necesitan para armar sus rompecabezas. Un compañero excava en la arena para recuperar las piezas de un cofre, luego cada pareja avanza de regreso a través de la laguna hasta el banco de arena, donde el otro compañero tiene que cavar en la arena para recuperar las piezas del segundo cofre, los jugadores finalmente regresan a través de la laguna para llegar a la estación de rompecabezas designada. El primer par que resuelva el rompecabezas gana, mientras que los dos pares del último lugar se envían automáticamente a "El Dibujo".[13]
  - Ganadores: Bananas & Nany

### Juegos de eliminación
- Bolas dentro: Cada jugador tiene cinco oportunidades de meter la mayor cantidad de bolas dentro de un barril, ubicado en el medio de un círculo grande. Si un jugador es derribado o sale del aro, o si la bola es derribada fuera del aro, su bola se considera "muerta". Los jugadores alternan entre ataque y defensa en cada ronda. El jugador que tiene más bolas dentro que su oponente después de cinco rondas gana la eliminación.[4][6][9] Nota: Desafío utilizado anteriormente durante El Infierno II y Vacaciones de Primavera Challenge.
  - Jugado por: Chet vs. Frank, Jemmye vs. LaToya, Bananas vs. Isaac, Jasmine vs. Laurel, Cara Maria vs. Jessica y Cohutta vs. Leroy.
- Muro de demolición: Cada jugador debe perforar un muro seco de 9 metros para hacer agujeros y poder trepar hasta alcanzar una campana. El primer jugador en tocar la campana gana la ronda eliminatoria.[5][11]
  - Jugado por: Dustin vs. Frank, Emilee vs. Jonna, Bananas vs. Jordan, Aneesa vs. Jonna, CT vs. Leroy, y Cara Maria vs. Laurel
- Looper: Cada jugador tiene una cuerda enganchada a la espalda y tiene que correr alrededor de dos postes para alcanzar una campana. El primer jugador en tocar la campana gana la ronda eliminatoria.[7] Después de su apariencia original, se agregó una cuerda a cada poste, lo que permite a los competidores usarla para facilitar el tirón de su oponente.[10]
  - Jugado por: Cara Maria vs. Nia, Jordan vs. Swift y Camila vs. Theresa
- Oppenheimer: Cada jugador debe correr por un pasillo circular enjaulado y pasar al otro jugador para hacer sonar una campana. El primer jugador que toque la campana dos veces gana la ronda eliminatoria.[8][12]
  - Jugado por: Cara Maria vs. LaToya, Brandon vs. Zach, Cohutta vs. Preston y Aneesa vs. Laurel
- Pirámide de rompecabezas: Cada jugador tiene tres rompecabezas para resolver. Después de resolver un rompecabezas, subirán a un podio hasta llegar al rompecabezas final. La primera persona en completar los tres rompecabezas y tocar la campana gana.[14]
  - Jugado por: Bananas vs. CT y Laurel vs. Theresa

### Desafío Final
El desafío final es una competencia de cinco etapas en una carrera hasta la cima del volcán Villarrica. Las tres primeras etapas son en parejas masculinas/femeninas, mientras que las dos últimas etapas son competencias individuales. Cuando cada jugador llega a la cima del volcán, se suman sus tiempos acumulados de cada etapa. El chico y la chica con los tiempos más rápidos ganan $125,000, los que terminan en segundo lugar ganan $35,000, mientras que los que terminan en tercer lugar ganan $15,000 cada uno. Sin embargo, antes del inicio de la carrera, el presentador TJ Lavin explicó a los concursantes que un jugador debe completar las cinco etapas del desafío final para recibir el pago.
- Etapa 1: Cada pareja corre en kayak. Bananas está emparejado con Laurel, Johnny con Nany y Zach con Devyn.
  - Bananas & Laurel – 40 minutos
  - Johnny & Nany – 44 minutos 53 segundos
  - Zach & Devyn – 58 minutos 21 segundos
- Etapa 2: Cada pareja corre en una carrera de 10 kilómetros que asciende 610 metros a través de un sendero de montaña. Johnny está emparejado con Laurel, Zach con Nany y Bananas con Devyn. Al final del recorrido, cada pareja debe resolver un rompecabezas titulado "Problemas de latitud", en el que deben apilar una serie de discos de madera en un poste que contienen los nombres de las ciudades en orden geográfico de norte a sur. Si una pareja no resuelve correctamente el rompecabezas dentro de un límite de tiempo de 30 minutos, se les permite llegar a la línea de meta para completar la Etapa 2.
  - Johnny & Laurel – 1 hora 23 minutos 54 segundos
  - Zach & Nany – 1 hora 30 minutos
  - Bananas & Devyn – 1 hora 34 minutos 47 segundos
- Después de la estapa 2, los tiempos totales son:
  - Laurel – 2 horas 3 minutos 54 segundos
  - Johnny – 2 horas 8 minutos 54 segundos
  - Bananas – 2 horas 14 minutos 47 segundos
  - Nany – 2 horas 14 minutos 53 segundos
  - Zach – 2 horas 28 minutos 21 segundos
  - Devyn – 2 horas 33 minutos 8 segundos
- Etapa 3: Cada pareja tiene que escalar una ladera empinada y rocosa. Bananas está emparejado con Nany, Zach con Laurel y Johnny está emparejado con Devyn. Debido al terreno escarpado y rocoso, las parejas tienen salidas escalonadas cada 15 minutos en orden aleatorio.
  - Bananas & Nany – 2 horas 19 minutos 14 segundos
  - Zach & Laurel – 2 horas 39 minutos 36 segundos
  - Johnny & Devyn – 2 horas 52 minutos 45 segundos
- Después de la etapa 3, los tiempos totales son:
  - Bananas – 4 horas 34 minutos 1 segundos
  - Nany – 4 horas 34 minutos 7 segundos
  - Laurel – 4 horas 43 minutos 30 segundos
  - Johnny – 5 horas 1 minutos 32 segundos
  - Zach – 5 horas 7 minutos 57 segundos
  - Devyn – 5 horas 25 minutos 53 segundos
- Etapa 4: Cada participante debe pedalear 40 kilómetros en una bicicleta estática antes de buscar comida y descansar durante la noche en una carpa cercana.
  - Bananas – 1 hora 1 minuto
  - Johnny – 1 hora 23 minutos
  - Zach – 1 hora 31 minutos
  - Laurel – 1 hora 32 minutos
  - Nany – 1 hora 50 minutos
  - Devyn – 2 hora 43 minutos
- Después de la etapa 4, los tiempos totales son (con los segundos anteriores redondeados al minuto más cercano, ya que los segundos ya no se informan):
  - Bananas – 5 horas 35 minutos
  - Laurel – 6 horas 16 minutos
  - Nany – 6 horas 24 minutos
  - Johnny – 6 horas 25 minutos
  - Zach – 6 horas 39 minutos
  - Devyn – 8 horas 9 minutos
- Etapa 5: Cada competidor tiene que subir las laderas nevadas de Villarrica.
  - Johnny – 2 horas 4 minutos
  - Bananas – 2 horas 36 minutos
  - Laurel – 3 horas 10 minutos 38 segundos
  - Nany – 3 horas 10 minutos 42 segundos
  - Zach – 3 horas 37 minutos
  - Devyn – 4 horas 30 minutos

### Resultados del Desafío Final
Los Ganadores de The Challenge: Agentes Libres:
- Bananas – 8 horas 11 minutos

- Laurel – 9 horas 26 minutos

Segundo Lugar
- Johnny – 8 horas 29 minutos
- Nany – 9 horas 34 minutos

Tercer Lugar
- Zach – 10 horas 16 minutos
- Devyn – 12 horas 39 minutos

Fuentes:

## Resumen del Juego

### Tabla de eliminación
| 1     | Fuera en una repisa            | 2 equipos de 14                            |     | Equipo Negro     |                                    | Chet                               |                                    | Frank                              | Bolas dentro                       |                                    | Frank                              |                                    | Chet                               |                                    |                                    |
| 1     | Fuera en una repisa            | 2 equipos de 14                            |     | Equipo Negro     | LaToya                             |                                    | Jemmye                             |                                    | Bolas dentro                       | LaToya                             |                                    | Jemmye                             |                                    |                                    |                                    |
| 2     | Rally de carrocería automática | Parejas masculinas/ femeninas              |     | Cohutta & Laurel |                                    | Jonna                              |                                    | Emilee                             | Muro de demolición                 |                                    | Jonna                              |                                    | Emilee                             |                                    |                                    |
| 2     | Rally de carrocería automática | Parejas masculinas/ femeninas              |     | Cohutta & Laurel | Dustin                             |                                    | Frank                              |                                    | Muro de demolición                 | Frank                              |                                    | Dustin                             |                                    |                                    |                                    |
| 3     | De parranda                    | 6 equipos de 4                             |     | Equipo Brandon   |                                    | Johnny                             | N/A                                | N/A                                | N/A                                | N/A                                | N/A                                | N/A                                | N/A                                |                                    |                                    |
| 3     | De parranda                    | 6 equipos de 4                             |     | Equipo Brandon   | Nia                                |                                    | Cara Maria                         | Looper                             |                                    | Cara Maria                         |                                    | Nia                                |                                    |                                    |                                    |
| 4     | Rebote                         | 2 equipos de 11                            |     | Equipo Rojo      |                                    | LaToya                             |                                    | Cara Maria                         | Oppenheimer                        |                                    | Cara Maria                         |                                    | LaToya                             |                                    |                                    |
| 4     | Rebote                         | 2 equipos de 11                            |     | Equipo Rojo      | Brandon                            |                                    | Zach                               |                                    | Oppenheimer                        | Zach                               |                                    | Brandon                            |                                    |                                    |                                    |
| 5     | Caballito                      | 2 equipos de 10                            |     | Equipo Morado    |                                    | Laurel                             |                                    | Jasmine                            | Bolas dentro                       |                                    | Laurel                             |                                    | Jasmine                            |                                    |                                    |
| 5     | Caballito                      | 2 equipos de 10                            |     | Equipo Morado    | Bananas                            |                                    | Isaac                              |                                    | Bolas dentro                       | Bananas                            |                                    | Isaac                              |                                    |                                    |                                    |
| 6     | Pantalones de sabelotodo       | Individual                                 |     | Zach             |                                    | Swift                              |                                    | Jordan                             | Looper                             |                                    | Jordan                             |                                    | Swift                              |                                    |                                    |
| 6     | Pantalones de sabelotodo       | Individual                                 |     | Devyn            |                                    | Theresa                            |                                    | Camila                             | Looper                             |                                    | Theresa                            |                                    | Camila                             |                                    |                                    |
| 7     | Fiesta de las salchichas       | Individual                                 |     | Laurel           |                                    | Aneesa                             |                                    | Jonna                              | Muro de demolición                 |                                    | Aneesa                             |                                    | Jonna                              |                                    |                                    |
| 7     | Fiesta de las salchichas       | Individual                                 |     | Johnny           |                                    | Bananas                            |                                    | Jordan                             | Muro de demolición                 |                                    | Bananas                            |                                    | Jordan                             |                                    |                                    |
| 8     | Mantenga esa pose              | 2 equipos de 7                             |     | Equipo Devyn     |                                    | Preston                            |                                    | Cohutta                            | Oppenheimer                        |                                    | Cohutta                            |                                    | Preston                            |                                    |                                    |
| 8     | Mantenga esa pose              | 2 equipos de 7                             |     | Equipo Devyn     | Aneesa                             |                                    | Laurel                             |                                    | Oppenheimer                        | Laurel                             |                                    | Aneesa                             |                                    |                                    |                                    |
| 9     | Desenterrado                   | Parejas del mismo género                   |     | Nany & Theresa   |                                    | Jessica                            |                                    | Cara Maria                         | Bolas dentro                       |                                    | Cara Maria                         |                                    | Jessica                            |                                    |                                    |
| 9     | Desenterrado                   | Parejas del mismo género                   |     | CT & Zach        |                                    | Cohutta                            |                                    | Leroy                              | Bolas dentro                       |                                    | Leroy                              |                                    | Cohutta                            |                                    |                                    |
| 10/11 | Cruce                          | Parejas masculinas/ femeninas              |     | Bananas & Nany   |                                    | CT                                 |                                    | Leroy                              | Muros de demolición                |                                    | CT                                 |                                    | Leroy                              |                                    |                                    |
| 10/11 | Cruce                          | Parejas masculinas/ femeninas              |     | Bananas & Nany   | Cara Maria                         |                                    | Laurel                             |                                    | Muros de demolición                | Laurel                             |                                    | Cara Maria                         |                                    |                                    |                                    |
| 11    | N/A                            | N/A                                        | N/A | N/A              |                                    | Laurel vs. Theresa                 | Laurel vs. Theresa                 | Laurel vs. Theresa                 | Pirámides de rompecabezas          |                                    | Laurel                             |                                    | Theresa                            |                                    |                                    |
| 11    | N/A                            | N/A                                        | N/A | N/A              |                                    | Bananas vs. CT                     | Bananas vs. CT                     | Bananas vs. CT                     | Pirámides de rompecabezas          |                                    | Bananas                            |                                    | CT                                 |                                    |                                    |
| 11/12 | Desafío Final                  | Parejas masculinas/ femeninas & Individual |     | Bananas          | 2.º lugar: Johnny; 3.º lugar: Zach | 2.º lugar: Johnny; 3.º lugar: Zach | 2.º lugar: Johnny; 3.º lugar: Zach | 2.º lugar: Johnny; 3.º lugar: Zach | 2.º lugar: Johnny; 3.º lugar: Zach | 2.º lugar: Johnny; 3.º lugar: Zach | 2.º lugar: Johnny; 3.º lugar: Zach | 2.º lugar: Johnny; 3.º lugar: Zach | 2.º lugar: Johnny; 3.º lugar: Zach | 2.º lugar: Johnny; 3.º lugar: Zach | 2.º lugar: Johnny; 3.º lugar: Zach |
| 11/12 | Desafío Final                  | Parejas masculinas/ femeninas & Individual |     | Laurel           | 2.º lugar: Nany; 3.º lugar: Devyn  | 2.º lugar: Nany; 3.º lugar: Devyn  | 2.º lugar: Nany; 3.º lugar: Devyn  | 2.º lugar: Nany; 3.º lugar: Devyn  | 2.º lugar: Nany; 3.º lugar: Devyn  | 2.º lugar: Nany; 3.º lugar: Devyn  | 2.º lugar: Nany; 3.º lugar: Devyn  | 2.º lugar: Nany; 3.º lugar: Devyn  | 2.º lugar: Nany; 3.º lugar: Devyn  | 2.º lugar: Nany; 3.º lugar: Devyn  | 2.º lugar: Nany; 3.º lugar: Devyn  |

### Progreso del juego
| Jugadores | Jugadores  | Episodios | Episodios | Episodios | Episodios | Episodios | Episodios | Episodios | Episodios | Episodios | Episodios | Episodios | Episodios | Episodios | Episodios | Episodios | Episodios | Episodios | Episodios | Episodios | Episodios | Episodios | Episodios | Episodios | Episodios | Episodios | Episodios | Episodios | Episodios | Episodios |
| Jugadores | Jugadores  | 1         | 1         | 2         | 2         | 3         | 3         | 4         | 4         | 5         | 5         | 6         | 6         | 7         | 7         | 8         | 8         | 9         | 9         | 10/11     | 10/11     | 11        | 11        | Final     | Final     |           |           |           |           |           |
| --------- | ---------- | --------- | --------- | --------- | --------- | --------- | --------- | --------- | --------- | --------- | --------- | --------- | --------- | --------- | --------- | --------- | --------- | --------- | --------- | --------- | --------- | --------- | --------- | --------- | --------- | --------- | --------- | --------- | --------- | --------- |
| 03        | Bananas    |           | GANA      |           | SEGURO    |           | GANA      |           | GANA      |           | ELIM      |           | SEGURO    |           | ELIM      |           | SEGURO    |           | SEGURO    |           | GANA      |           | ELIM      |           | GANADOR   |           |           |           |           |           |
| 24        | Laurel     |           | GANA      |           | GANA      |           | SEGURA    |           | GANA      |           | ELIM      |           | SEGURA    |           | GANA      |           | ELIM      |           | SEGURA    |           | ELIM      |           | ELIM      |           | GANADORA  |           |           |           |           |           |
| 17        | Johnny     |           | GANA      |           | SEGURO    |           | ELIM      |           | GANA      |           | GANA      |           | SEGURO    |           | GANA      |           | SEGURO    |           | SEGURO    |           | SEGURO    |           | SEGURO    |           | SEGUNDO   |           |           |           |           |           |
| 14        | Nany       |           | GANA      |           | SEGURA    |           | SEGURA    |           | GANA      |           | SEGURA    |           | SEGURA    |           | SEGURA    |           | GANA      |           | GANA      |           | GANA      |           | SEGURA    |           | SEGUNDA   |           |           |           |           |           |
| 06        | Devyn      |           | GANA      |           | SEGURA    |           | SEGURA    |           | SAFE      |           | GANA      |           | GANA      |           | SEGURA    |           | GANA      |           | SEGURA    |           | SEGURA    |           | SEGURA    |           | TERCERA   |           |           |           |           |           |
| 23        | Zach       |           | SEGURO    |           | SEGURO    |           | SEGURO    |           | ELIM      |           | GANA      |           | GANA      |           | SEGURO    |           | GANA      |           | GANA      |           | SEGURO    |           | SEGURO    |           | TERCERO   |           |           |           |           |           |
| 01        | CT         |           | GANA      |           | SEGURO    |           | SEGURO    |           | GANA      |           | SEGURO    |           | SEGURO    |           | SEGURO    |           | GANA      |           | GANA      |           | ELIM      |           | ELIM      |           |           |           |           |           |           |           |
| 08        | Theresa    |           | SEGURA    |           | SEGURA    |           | SEGURA    |           | GANA      |           | GANA      |           | ELIM      |           | SEGURA    |           | SEGURA    |           | GANA      |           | SAFE      |           | ELIM      |           |           |           |           |           |           |           |
| 02        | Cara Maria |           | SEGURA    |           | SEGURA    |           | ELIM      |           | ELIM      |           | GANA      |           | SEGURA    |           | SEGURA    |           | GANA      |           | ELIM      |           | ELIM      |           |           |           |           |           |           |           |           |           |
| 13        | Leroy      |           | SEGURO    |           | SEGURO    |           | SEGURO    |           | SEGURO    |           | GANA      |           | SEGURO    |           | SEGURO    |           | GANA      |           | ELIM      |           | ELIM      |           |           |           |           |           |           |           |           |           |
| 15        | Cohutta    |           | GANA      |           | GANA      |           | SEGURO    |           | SAFE      |           | SAFE      |           | SEGURO    |           | SEGURO    |           | ELIM      |           | ELIM      |           |           |           |           |           |           |           |           |           |           |           |
| 16        | Jessica    |           | GANA      |           | SEGURA    |           | GANA      |           | GANA      |           | GANA      |           | SEGURA    |           | SEGURA    |           | GANA      |           | ELIM      |           |           |           |           |           |           |           |           |           |           |           |
| 10        | Aneesa     |           | GANA      |           | SEGURA    |           | SEGURA    |           | SEGURA    |           | SEGURA    |           | SEGURA    |           | ELIM      |           | ELIM      |           |           |           |           |           |           |           |           |           |           |           |           |           |
| 07        | Preston    |           | GANA      |           | SEGURO    |           | SEGURO    |           | GANA      |           | SEGURO    |           | SEGURO    |           | SEGURO    |           | ELIM      |           |           |           |           |           |           |           |           |           |           |           |           |           |
| 25        | Jordan     |           | GANA      |           | SEGURO    |           | SEGURA    |           | GANA      |           | GANA      |           | ELIM      |           | ELIM      |           |           |           |           |           |           |           |           |           |           |           |           |           |           |           |
| 20        | Jonna      |           | SEGURA    |           | ELIM      |           | SEGURA    |           | GANA      |           | GANA      |           | SEGURA    |           | ELIM      |           |           |           |           |           |           |           |           |           |           |           |           |           |           |           |
| 28        | Camila     |           | SEGURA    |           | SEGURA    |           | GANA      |           | SEGURA    |           | SEGURA    |           | ELIM      |           |           |           |           |           |           |           |           |           |           |           |           |           |           |           |           |           |
| 21        | Swift      |           | GANA      |           | SEGURO    |           | SEGURO    |           | GANA      |           | GANA      |           | ELIM      |           |           |           |           |           |           |           |           |           |           |           |           |           |           |           |           |           |
| 11        | Isaac      |           | SEGURO    |           | SEGURO    |           | SEGURO    |           | SEGURO    |           | ELIM      |           |           |           |           |           |           |           |           |           |           |           |           |           |           |           |           |           |           |           |
| 12        | Jasmine    |           | GANA      |           | SEGURA    |           | SEGURA    |           | SEGURA    |           | ELIM      |           |           |           |           |           |           |           |           |           |           |           |           |           |           |           |           |           |           |           |
| 19        | Brandon    |           | SEGURO    |           | SEGURO    |           | GANA      |           | ELIM      |           |           |           |           |           |           |           |           |           |           |           |           |           |           |           |           |           |           |           |           |           |
| 18        | LaToya     |           | ELIM      |           | SEGURA    |           | SEGURA    |           | ELIM      |           |           |           |           |           |           |           |           |           |           |           |           |           |           |           |           |           |           |           |           |           |
| 26        | Nia        |           | GANA      |           | SEGURA    |           | ELIM      |           |           |           |           |           |           |           |           |           |           |           |           |           |           |           |           |           |           |           |           |           |           |           |
| 05        | Frank      |           | ELIM      |           | ELIM      | ELIM      | ELIM      |           |           |           |           |           |           |           |           |           |           |           |           |           |           |           |           |           |           |           |           |           |           |           |
| 27        | Dustin     |           | SEGURO    |           | ELIM      |           |           |           |           |           |           |           |           |           |           |           |           |           |           |           |           |           |           |           |           |           |           |           |           |           |
| 22        | Emilee     |           | SEGURA    |           | ELIM      |           |           |           |           |           |           |           |           |           |           |           |           |           |           |           |           |           |           |           |           |           |           |           |           |           |
| 04        | Jemmye     |           | ELIM      |           |           |           |           |           |           |           |           |           |           |           |           |           |           |           |           |           |           |           |           |           |           |           |           |           |           |           |
| 09        | Chet       |           | ABAN      |           |           |           |           |           |           |           |           |           |           |           |           |           |           |           |           |           |           |           |           |           |           |           |           |           |           |           |

Notas: Los rectángulos verticales representan el color de la camiseta que usó un concursante durante el episodio correspondiente. Los episodios 6 y 7 se designaron como desafíos individuales. En el episodio 8, que fue designado como un desafío de dos equipos, los concursantes no usaron un color de camiseta específico. No se llevaron a cabo desafíos en el episodio 11 antes de la ronda de eliminación final. En las primeras tres etapas del desafío final, los tres participantes masculinos vestían camisetas de varios colores: azul, morado y rojo, mientras que Devyn vestía de púrpura, Laurel vestía de azul y Nany vestía de rojo, antes de que cada participante vistiera de negro en la cuarta etapa.
Leyenda
     El concursante ganó el Desafío Final.
     El concursante no ganó el Desafío Final.
     El concursante ganó la competencia de la semana, lo que lo protege de la ronda eliminatoria.
     El concursante no ganó la competencia de la semana, pero no fue seleccionado para la ronda eliminatoria.
     El concursante participó en el sorteo de eliminación, pero no sacó la "carta de muerte".
     El concursante fue seleccionado para la ronda eliminatoria, pero no tuvo que competir.
     El concursante ganó la ronda eliminatoria.
     El concursante ganó la ronda eliminatoria por defecto.
     El concursante perdió la ronda eliminatoria.
     El concursante se retiró de la ronda eliminatoria debido a una lesión.
     El concursante fue retirado de la competencia por enfermedad.

## Progreso de votación
| Votados para la eliminación | Chet 7/14 votos    | Jonna 2/2 votos  | Johnny 4/4 votos | Empate             | LaToya 6/11 votos  | Laurel 4/10 votos  | Swift 2/2 votos   | Aneesa 2/2 votos  | Preston 7/7 votos | Jessica 4/4 votos | CT 2/2 votos | CT 2/2 votos         |  |
| Votados para la eliminación | LaToya 11/14 votos | Dustin 2/2 votos | Nia 3/4 votos    | Brandon 4/11 votos | Brandon 4/11 votos | Bananas 4/10 votos | Theresa 2/2 votos | Bananas 2/2 votos | Aneesa 7/7 votos  | Cohutta 3/4 votos | Empate       | Cara Maria 2/2 votos |  |
| Titular de "Carta Asesina"  | Frank              | Emilee           | N/A              | Cara Maria         | Cara Maria         | Jasmine            | Jordan            | Jonna             | Cohutta           | Cara Maria        | Leroy        | Leroy                |  |
| Titular de "Carta Asesina"  | Jemmye             | Frank            | Cara Maria       | Zach               | Zach               | Isaac              | Camila            | Jordan            | Laurel            | Leroy             | Laurel       | Laurel               |  |
| Votante                     | Episodios          | Episodios        | Episodios        | Episodios          | Episodios          | Episodios          | Episodios         | Episodios         | Episodios         | Episodios         | Episodios    | Episodios            |  |
| Votante                     | 1                  | 2                | 3                | 4                  | 4                  | 5                  | 6                 | 7                 | 8                 | 9                 | 10/11        | 10/11                |  |
| Bananas                     | LaToya             |                  | Nia              | LaToya             | LaToya             |                    |                   |                   |                   |                   | Cara Maria   | Cara Maria           |  |
| Bananas                     | Chet               | Johnny           | Brandon          | Brandon            | CT                 | CT                 |                   |                   |                   |                   |              |                      |  |
| Laurel                      | LaToya             | Jonna            |                  | Aneesa             | Aneesa             |                    |                   | Aneesa            |                   |                   |              |                      |  |
| Laurel                      | Chet               | Dustin           | Isaac            | Isaac              | Bananas            |                    |                   |                   |                   |                   |              |                      |  |
| Johnny                      | LaToya             |                  |                  | LaToya             | LaToya             | Camila             |                   | Aneesa            |                   |                   |              |                      |  |
| Johnny                      | Dustin             | Brandon          | Brandon          | Bananas            | Bananas            |                    |                   |                   |                   |                   |              |                      |  |
| Nany                        | LaToya             |                  |                  | Aneesa             | Aneesa             |                    |                   |                   | Aneesa            | Jessica           | Theresa      | Cara Maria           |  |
| Nany                        | Isaac              | Zach             | Zach             | Preston            | Johnny             | CT                 | CT                |                   |                   |                   |              |                      |  |
| Zach                        |                    |                  |                  |                    |                    | Laurel             | Theresa           |                   | Aneesa            | Jessica           |              |                      |  |
| Zach                        | Brandon            | Swift            | Preston          | Cohutta            |                    |                    |                   |                   |                   |                   |              |                      |  |
| Devyn                       | Emilee             |                  |                  |                    |                    | Laurel             | Theresa           |                   | Aneesa            |                   |              |                      |  |
| Devyn                       | Leroy              | Cohutta          | Swift            | Preston            |                    |                    |                   |                   |                   |                   |              |                      |  |
| CT                          | LaToya             |                  |                  | LaToya             | LaToya             |                    |                   |                   | Aneesa            | Jessica           |              |                      |  |
| CT                          | Dustin             | Brandon          | Brandon          | Preston            | Cohutta            |                    |                   |                   |                   |                   |              |                      |  |
| Theresa                     |                    |                  |                  | Jasmine            | LaToya             | Jasmine            |                   |                   |                   | Jessica           |              |                      |  |
| Theresa                     | Isaac              | Isaac            | Preston          | Cohutta            |                    |                    |                   |                   |                   |                   |              |                      |  |
| Cara Maria                  |                    |                  |                  |                    |                    | Aneesa             |                   |                   | Aneesa            |                   |              |                      |  |
| Cara Maria                  | Bananas            | Preston          |                  |                    |                    |                    |                   |                   |                   |                   |              |                      |  |
| Leroy                       |                    |                  |                  |                    |                    | Laurel             |                   |                   | Aneesa            |                   |              |                      |  |
| Leroy                       | Isaac              | Preston          |                  |                    |                    |                    |                   |                   |                   |                   |              |                      |  |
| Cohutta                     | LaToya             | Jonna            |                  |                    |                    |                    |                   |                   |                   |                   |              |                      |  |
| Cohutta                     | Chet               | Dustin           |                  |                    |                    |                    |                   |                   |                   |                   |              |                      |  |
| Jessica                     | LaToya             |                  | Devyn            | Jasmine            | Aneesa             | Aneesa             |                   |                   | Aneesa            |                   |              |                      |  |
| Jessica                     | Chet               | Johnny           | Leroy            | Leroy              | Isaac              | Preston            |                   |                   |                   |                   |              |                      |  |
| Aneesa                      | LaToya             |                  |                  |                    |                    |                    |                   |                   |                   |                   |              |                      |  |
| Aneesa                      | Brandon            |                  |                  |                    |                    |                    |                   |                   |                   |                   |              |                      |  |
| Preston                     | Theresa            |                  |                  | Aneesa             | Aneesa             |                    |                   |                   |                   |                   |              |                      |  |
| Preston                     | Frank              | Isaac            | Isaac            |                    |                    |                    |                   |                   |                   |                   |              |                      |  |
| Jordan                      | LaToya             |                  |                  | LaToya             | LaToya             | Nany               |                   |                   |                   |                   |              |                      |  |
| Jordan                      | Dustin             | Leroy            | Leroy            | Bananas            |                    |                    |                   |                   |                   |                   |              |                      |  |
| Jonna                       |                    |                  |                  | Jasmine            | LaToya             | Laurel             |                   |                   |                   |                   |              |                      |  |
| Jonna                       | Cohutta            | Cohutta          | Preston          |                    |                    |                    |                   |                   |                   |                   |              |                      |  |
| Camila                      |                    |                  | LaToya           |                    |                    |                    |                   |                   |                   |                   |              |                      |  |
| Camila                      | Johnny             |                  |                  |                    |                    |                    |                   |                   |                   |                   |              |                      |  |
| Swift                       | Emilee             |                  |                  | Aneesa             | Aneesa             | Nany               |                   |                   |                   |                   |              |                      |  |
| Swift                       | Chet               | Brandon          | Brandon          | Isaac              |                    |                    |                   |                   |                   |                   |              |                      |  |
| Isaac                       |                    |                  |                  |                    |                    |                    |                   |                   |                   |                   |              |                      |  |
| Jasmine                     | LaToya             |                  |                  |                    |                    |                    |                   |                   |                   |                   |              |                      |  |
| Jasmine                     | Chet               |                  |                  |                    |                    |                    |                   |                   |                   |                   |              |                      |  |
| Brandon                     |                    |                  | Nia              |                    |                    |                    |                   |                   |                   |                   |              |                      |  |
| Brandon                     | Johnny             |                  |                  |                    |                    |                    |                   |                   |                   |                   |              |                      |  |
| LaToya                      |                    |                  |                  |                    |                    |                    |                   |                   |                   |                   |              |                      |  |
| Nia                         | LaToya             |                  |                  |                    |                    |                    |                   |                   |                   |                   |              |                      |  |
| Nia                         | Chet               |                  |                  |                    |                    |                    |                   |                   |                   |                   |              |                      |  |
| Frank                       |                    |                  |                  |                    |                    |                    |                   |                   |                   |                   |              |                      |  |
| Dustin                      |                    |                  |                  |                    |                    |                    |                   |                   |                   |                   |              |                      |  |
| Emilee                      |                    |                  |                  |                    |                    |                    |                   |                   |                   |                   |              |                      |  |
| Jemmye                      |                    |                  |                  |                    |                    |                    |                   |                   |                   |                   |              |                      |  |
| Chet                        |                    |                  |                  |                    |                    |                    |                   |                   |                   |                   |              |                      |  |

## Tipos de desafíos
- Negrita indica capitanes de equipos

### Desafíos en equipo
| Equipo Negro | Equipo Negro | Equipo Negro | Equipo Negro | Equipo Rojo | Equipo Rojo | Equipo Rojo | Equipo Rojo |
|              | Aneesa       |              | Johnny       |             | Brandon     |             | Isaac       |
|              | Bananas      |              | Jordan       |             | Camila      |             | Jemmye      |
|              | CT           |              | Laurel       |             | Cara Maria  |             | Jonna       |
|              | Cohutta      |              | Nany         |             | Chet        |             | LaToya      |
|              | Devyn        |              | Nia          |             | Dustin      |             | Leroy       |
|              | Jasmine      |              | Preston      |             | Emilee      |             | Theresa     |
|              | Jessica      |              | Swift        |             | Frank       |             | Zach        |

| Equipo Cara Maria | Equipo Cara Maria | Equipo Brandon | Equipo Brandon | Equipo LaToya | Equipo LaToya |
|                   | Aneesa            |                | Bananas        |               | Cohutta       |
|                   | Cara Maria        |                | Brandon        |               | LaToya        |
|                   | CT                |                | Camila         |               | Nany          |
|                   | Swift             |                | Jessica        |               | Preston       |
| Equipo Zach       | Equipo Zach       | Equipo Jasmine | Equipo Jasmine | Equipo Leroy  | Equipo Leroy  |
|                   | Devyn             |                | Jasmine        |               | Isaac         |
|                   | Johnny            |                | Jonna          |               | Laurel        |
|                   | Theresa           |                | Jordan         |               | Leroy         |
|                   | Zach              |                |                |               | Nia           |

| Equipo Rojo | Equipo Rojo | Equipo Rojo | Equipo Rojo | Equipo Amarillo | Equipo Amarillo | Equipo Amarillo | Equipo Amarillo |
|             | Bananas     |             | Laurel      |                 | Aneesa          |                 | Isaac           |
|             | CT          |             | Nany        |                 | Brandon         |                 | Jasmine         |
|             | Jessica     |             | Preston     |                 | Camila          |                 | LaToya          |
|             | Johnny      |             | Swift       |                 | Cara Maria      |                 | Leroy           |
|             | Jonna       |             | Theresa     |                 | Cohutta         |                 | Zach            |
|             | Jordan      |             |             |                 | Devyn           |                 |                 |

| Equipo Morado | Equipo Morado | Equipo Morado | Equipo Morado | Equipo Amarillo | Equipo Amarillo | Equipo Amarillo | Equipo Amarillo |
|               | Cara Maria    |               | Jordan        |                 | Aneesa          |                 | Isaac           |
|               | Devyn         |               | Leroy         |                 | Bananas         |                 | Jasmine         |
|               | Jessica       |               | Swift         |                 | Camila          |                 | Laurel          |
|               | Johnny        |               | Theresa       |                 | Cohutta         |                 | Nany            |
|               | Jonna         |               | Zach          |                 | CT              |                 | Preston         |

| Equipo Devyn | Equipo Devyn | Equipo Johnny | Equipo Johnny |
|              | Cara Maria   |               | Aneesa        |
|              | CT           |               | Bananas       |
|              | Devyn        |               | Cohutta       |
|              | Jessica      |               | Johnny        |
|              | Leroy        |               | Laurel        |
|              | Nany         |               | Preston       |
|              | Zach         |               | Theresa       |

### Desafíos en pareja
|  | Swift & Theresa     |
|  | Dustin & Nany       |
|  | Frank & Nia         |
|  | CT & Emilee         |
|  | Cohutta & Laurel    |
|  | Aneesa & Zach       |
|  | Bananas & Jonna     |
|  | Cara Maria & Johnny |
|  | Brandon & LaToya    |
|  | Jasmine & Jordan    |
|  | Devyn & Isaac       |
|  | Camila & Preston    |
|  | Jessica & Leroy     |

| Equipos masculinos | Equipos masculinos | Equipos femeninos | Equipos femeninos    |
| ------------------ | ------------------ | ----------------- | -------------------- |
|                    | CT & Zach          |                   | Devyn & Laurel       |
|                    | Bananas & Cohutta  |                   | Nany & Theresa       |
|                    | Johnny & Leroy     |                   | Cara Maria & Jessica |

|  | Zach & Theresa  |
|  | Bananas & Nany  |
|  | CT & Cara Maria |
|  | Johnny & Devyn  |
|  | Leroy & Laurel  |

### Desafíos individuales
- Episodio 6: "Pantalones de sabelotodo"
- Episodio 7: "Fiesta de salchichas"

## Episodios
| N.º (total) | N.º (temp.) | Título                           | Estreno Original    | Audiencia en Estados Unidos (en millones) |
| ----------- | ----------- | -------------------------------- | ------------------- | ----------------------------------------- |
| 306         | 1           | «Vive libre o muere»             | 10 de abril de 2014 | 0.95                                      |
| 307         | 2           | «Amor en el carril rápido»       | 17 de abril de 2014 | 0.92                                      |
| 308         | 3           | «Estarás enfermo»                | 24 de abril de 2014 | 0.93                                      |
| 309         | 4           | «Inadecuado»                     | 1 de mayo de 2014   | 1.11                                      |
| 310         | 5           | «Rayas»                          | 8 de mayo de 2014   | 0.97                                      |
| 311         | 6           | «Actividades no tan triviales»   | 15 de mayo de 2014  | 1.07                                      |
| 312         | 7           | «Orgullo ante el muro»           | 22 de mayo de 2014  | 1.14                                      |
| 313         | 8           | «Haz una pose, hay algo en eso»  | 29 de mayo de 2014  | 1.08                                      |
| 314         | 9           | «Mejores amigos para nunca»      | 5 de junio de 2014  | 1.06                                      |
| 315         | 10          | «Hablar con la mano»             | 12 de junio de 2014 | 1.14                                      |
| 316         | 11          | «La pirámide de 350.000 dólares» | 19 de junio de 2014 | 1.01                                      |
| 317         | 12          | «Un paseo por las nubes»         | 26 de junio de 2014 | 1.15                                      |

### Reunión Especial
El especial Reunión se emitió el 26 de junio de 2014, después del final de temporada y fue presentado por Jonathan Moseley. Los miembros del elenco que asistieron a la reunión fueron Johnny "Bananas", Johnny R., Zach, CT, Cohutta, Jordan, Laurel, Nany, Devyn, Theresa, Cara Maria y Jessica.